# Cromwell (Hugo)
Cromwell és un drama en cinc actes i en vers, escrit per Victor Hugo i publicat el 1827.
La peça és un fresc històric de l'Anglaterra del segle xvii i el retrat del lord protector Oliver Cromwell. Cromwell, per les seves dimensions desmesurades (6.920 versos alexandrins aparellats) és una peça de teatre ininterpretable i ininterpretada. És un exemple clar de drama romàntic. El seu pròleg és considerat un dels textos fundadors del romanticisme.
Els títols dels actes són: I (Els conjurats), II (Els espies), III (Els folls), IV (El centinella) i V (Els obrers).